# Stokkel (metrostation)
Stokkel (Frans: Stockel) is een station van de Brusselse metro, gelegen in de wijk Stokkel van de gemeente Sint-Pieters-Woluwe.

## Geschiedenis
Het ondergrondse metrostation werd geopend op 31 augustus 1988 samen met het station Kraainem, en vormt het oostelijke eindpunt van metrolijn 1B. Op die dag werd ook de verlenging van tramlijn 39 vanuit het Dumonplein richting Ban-Eik in dienst genomen.
In de tunnel tussen de stations Stokkel en Kraainem is een doodlopend spoor te zien dat oorspronkelijk bedoeld was voor een verlenging van de metrolijn naar Ban Eik en Tervuren, in plaats van de huidige tramlijn 39. Aangezien het station Stokkel geïncorporeerd werd in het winkelcentrum was het idee van een  verlenging van de metro vanuit Stokkel moeilijk haalbaar. Een soort van aftakking had de oplossing kunnen zijn, maar werd nooit in praktijk omgezet door de grens met het Vlaams Gewest en de beperkte urbanisatie.
Sinds de herinrichting van het metronet in 2009 bedient de nieuwe metrolijn 1 dit station.

## Situering
Het station Stokkel bevindt zich nabij het Dumonplein dat verschillende functies heeft zoals markt, vertoning op groot scherm van sportevenementen of nog de jaarlijkse kermis.
In het station is een eilandperron gevestigd met een lichte helling, waardoor de zuidelijke hoofdtoegang bereikt kan worden zonder de trappen te gebruiken. Deze toegang bevindt zich in het winkelcentrum Stockel Square en is ook toegankelijk op zon- en feestdagen wanneer het winkelcentrum gesloten is. In het winkelcentrum zijn tal van kleine zaken te vinden naast de supermarktketen Match. Tegenover de zuidelijke ingang is er aansluiting voorzien met tramlijn 39. De overstap met buslijn 36 gebeurt te hoogte van de keerlus op het Dumonplein.
De noordzijde van het station beschikt over een uitgang met trap naar de Dominique de Jonghestraat.

## Kunst
Onder de titel Kuifje in de metro zijn op de zijwanden van de perronhal meer dan 140 figuren weergegeven uit 22 stripalbums van Hergés Kuifje-reeks. De schetsen voor het werk werden door de tekenaar zelf gemaakt, net voor zijn dood. De figuren werden uitgewerkt door Studio Hergé. De tekstballonnen bevatten teksten in diverse talen, waaronder het Brusselse dialect.

## Afbeeldingen

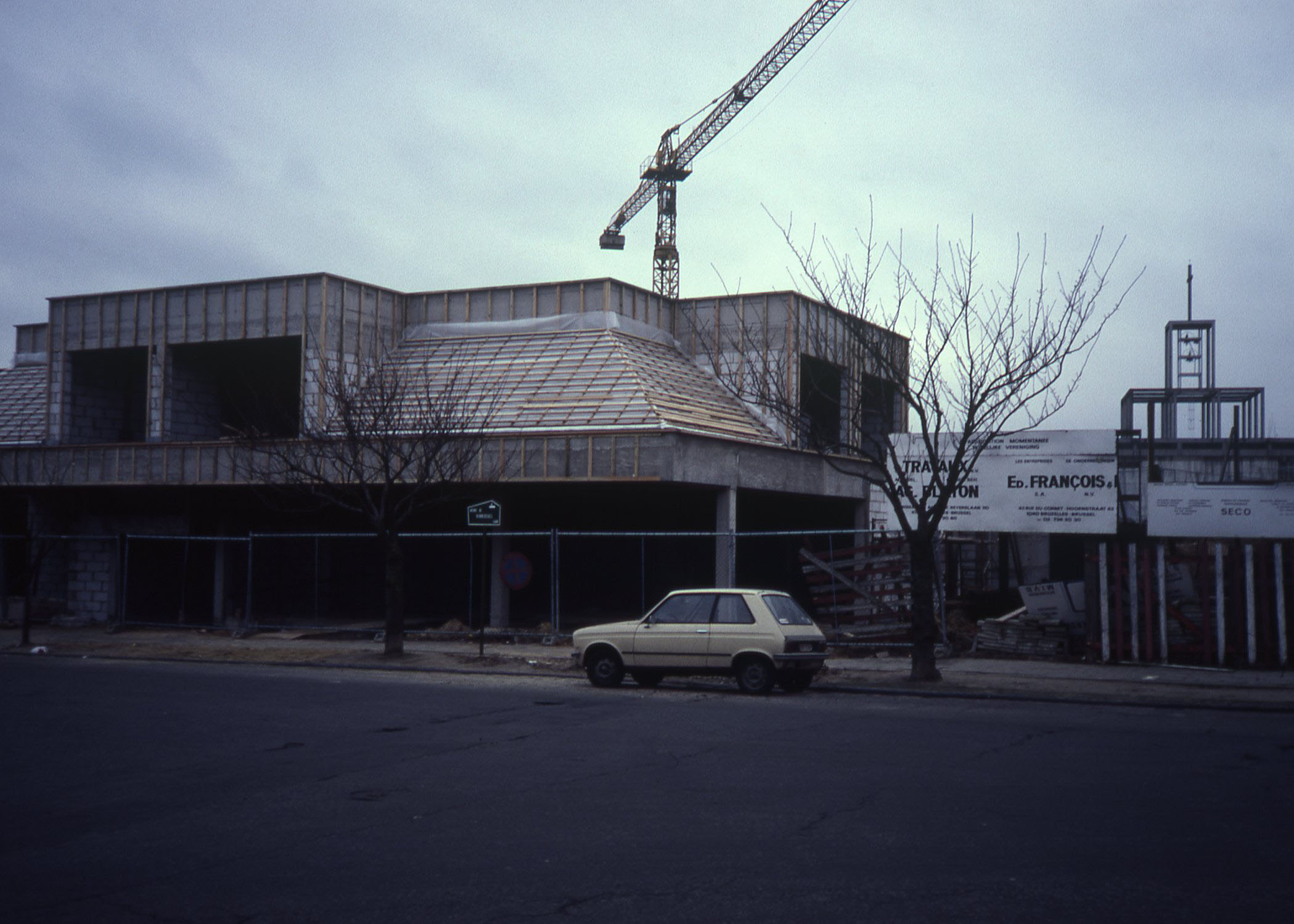
Bouw van het metrostation en winkelcentrum in 1986
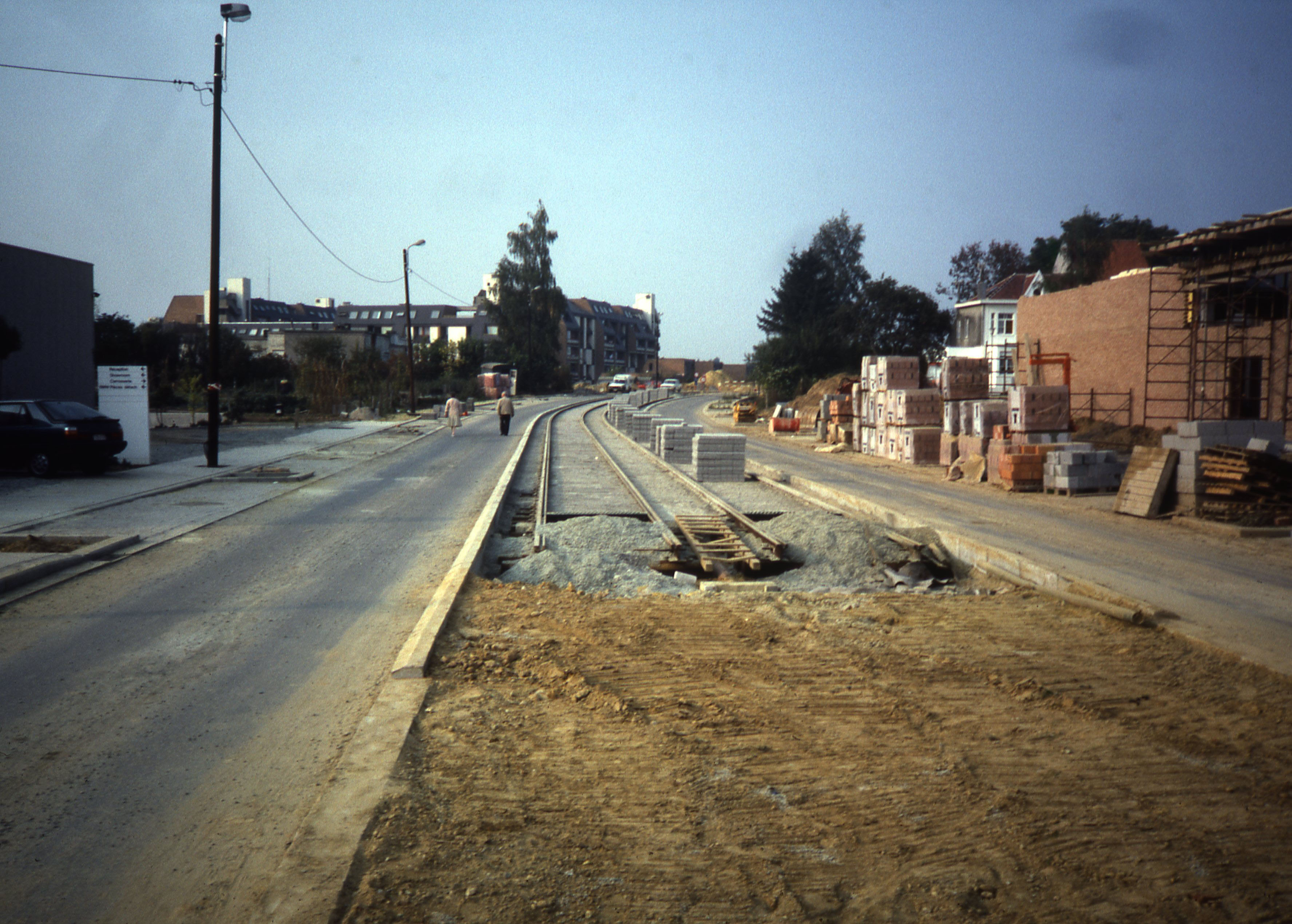
Aanleg van de tramsporen in de Hinnisdaallaan in 1986.
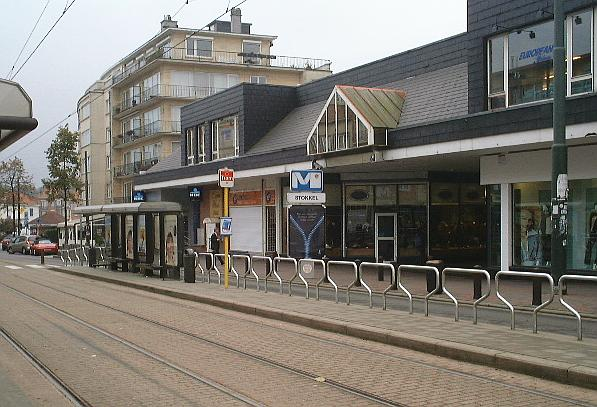
Ingang van metrostation Stokkel, geïntegreerd in een winkelcentrum, en aansluiting met tram 39.
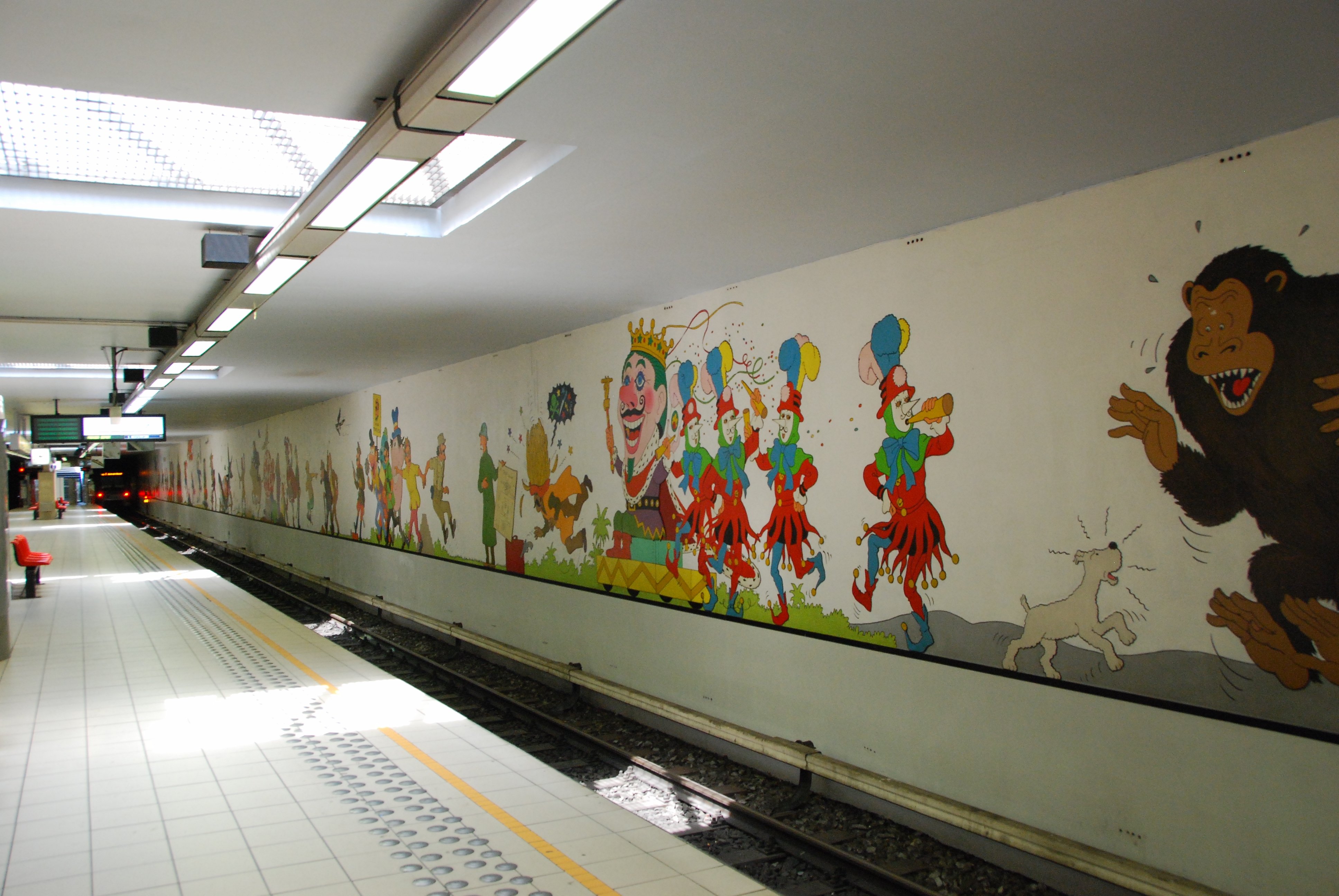
Eilandenperron en wandtekeningen.
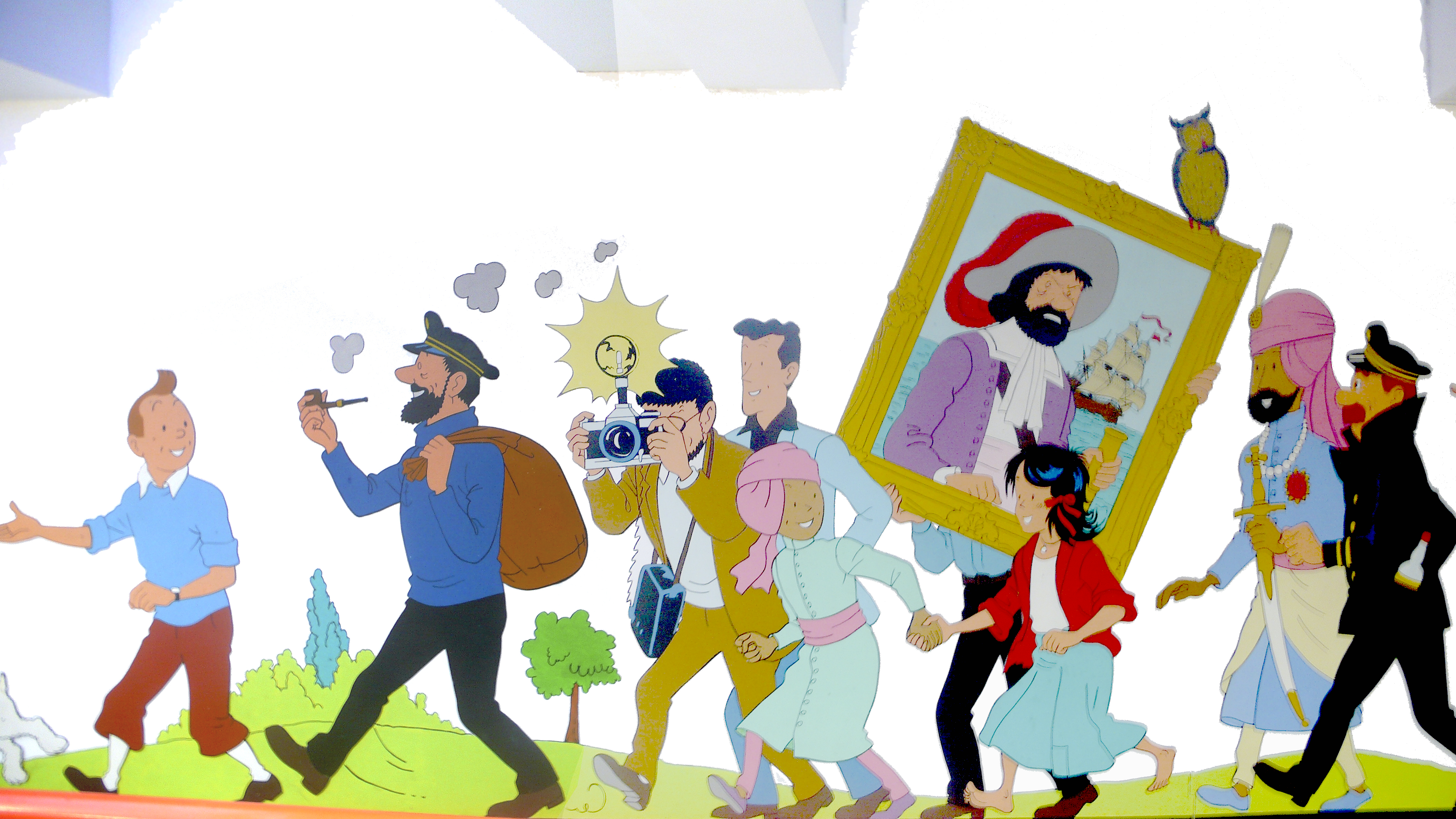
Kuifje in de metro.
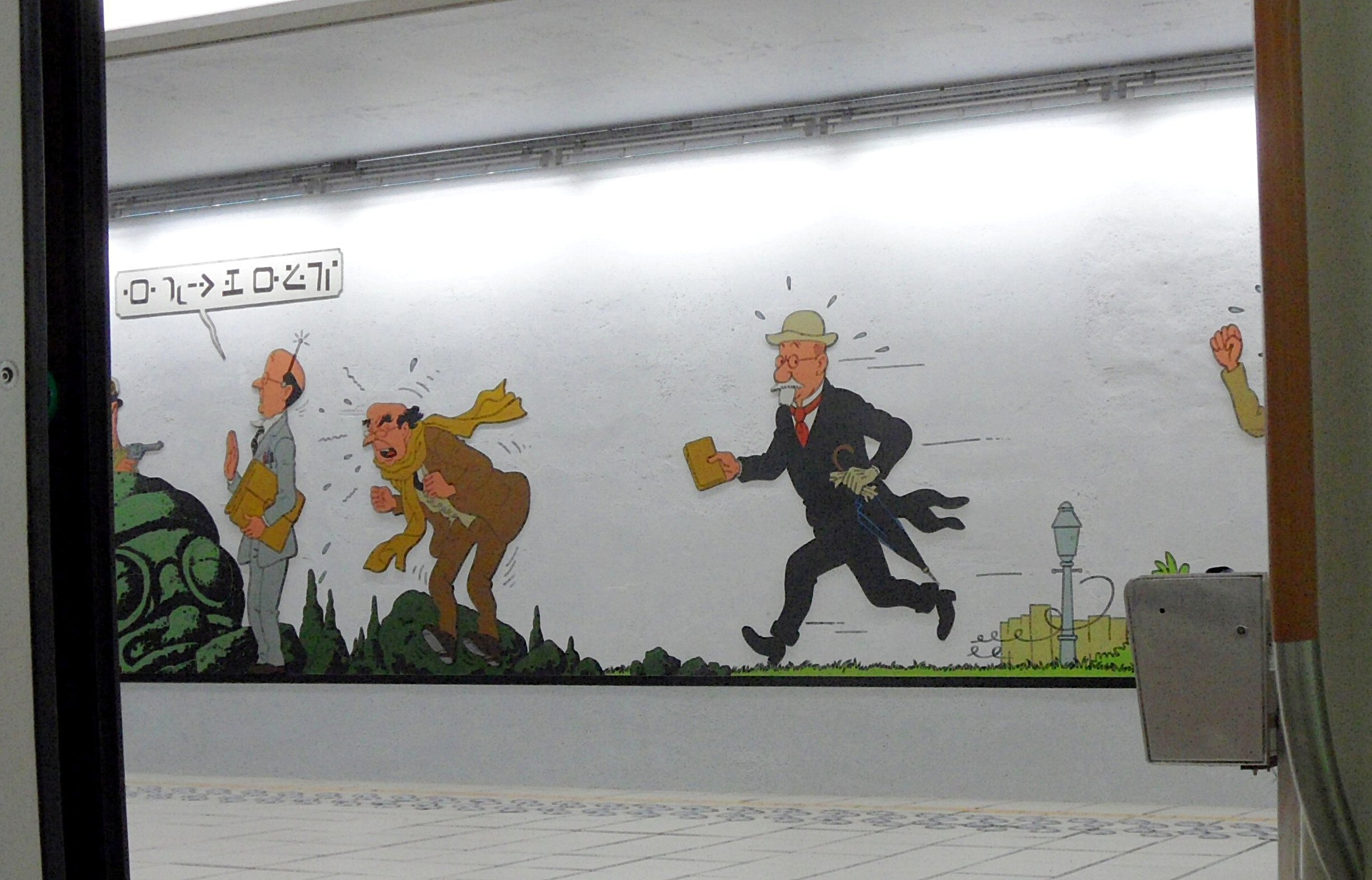